# Mateus Kanga Londimo
Mateus Kanga est un homme politique congolais, actuellement président de l´assemblée provinciale de la  Tshopo en République démocratique du Congo (RDC). Il a pris ses fonctions le 23 Mars 2024, succédant à Gilbert Bokungu.

## Biographie
Avant son élection au poste de président de l´assemblée, Mateus Kanga, était député provincial et a été impliqué dans diverses initiatives visant au développement de la province du Tshopo.
Son engagement envers la communauté locale et son expérience en gestion publique ont contribué à son ascension politique et son accession à la commande de l'exécutif provincial.

## Carrière politique
Lors de l’élection, Mateus Kanga a obtenu 18 voix sur 29 votants au second tour, surpassant son concurrent Aimé Eyane. Son élection marque une étape significative pour la jeunesse congolaise, et il a exprimé sa volonté de construire un leadership solide dans la Tshopo.
Bien évidemment avant cela, il a servi en tant que conseiller particulier et porte-parole de la gouverneure sortante. Médecin de profession, il est le troisième président de cette assemblée depuis le démembrement de l’ex-Province orientale.

### Bureau
Le bureau de l’Assemblée provinciale de la Tshopo est composé de plusieurs membres élus, dirigé par le président :
- Président
- Vice-Président
- Rapporteurs
- Secrétaires
- Trésorier
- Membres [3]

## Réalisations
Parmi ses réalisations notables, il a initié la rénovation des bâtiments de l’Assemblée provinciale, un projet financé par les ressources internes de l’institution. Cette initiative vise à moderniser les infrastructures vétustes, une première depuis leur construction en 1982.
De plus, sous sa présidence, l’Assemblée provinciale de la Tshopo a suspendu toutes les activités minières dans la province en décembre 2024, une mesure visant à réorganiser le secteur et à lutter contre l’exploitation illégale.
À 33 ans, son élection symbolise un tournant pour la jeunesse congolaise, mettant en avant les capacités des jeunes leaders à occuper des postes stratégiques.
Autres : 
- Amélioration du dialogue institutionnel :

Il a initié des cadres de concertation entre les différents organes politiques et administratifs pour améliorer la coordination et le fonctionnement des institutions provinciales.
- Engagement envers le développement local :

Il s’est engagé à collaborer avec le gouvernement provincial pour favoriser des projets de développement dans les secteurs prioritaires comme l’éducation, la santé et les infrastructures.

### Engagements futurs
En tant que président de l’Assemblée provinciale, Mateus Kanga s’engage à assurer la stabilité des institutions provinciales et à veiller au respect des textes légaux.